# Manuela Madureira
Maria Manuela Madureira (Lisboa, 1930 – 2022) foi uma artista plástica portuguesa reconhecida pela sua obra em escultura, cerâmica, pintura, tapeçaria, medalhística e azulejaria. A sua produção artística destacou-se pela integração da arte no espaço público e pelo uso de múltiplos materiais e técnicas.

## Biografia
Maria Manuela Madureira nasceu em Lisboa, onde viveu e manteve o seu ateliê no Palácio dos Coruchéus.
Estudou com o mestre Manuel Cargaleiro e beneficiou de uma bolsa da Fundação Calouste Gulbenkian. Prosseguiu estudos em escultura em pedra e madeira no Instituto d'Arte de Florença e em cerâmica e restauro no Instituto Statale d'Arte per la Ceramica de Faenza, Itália.

## Obra

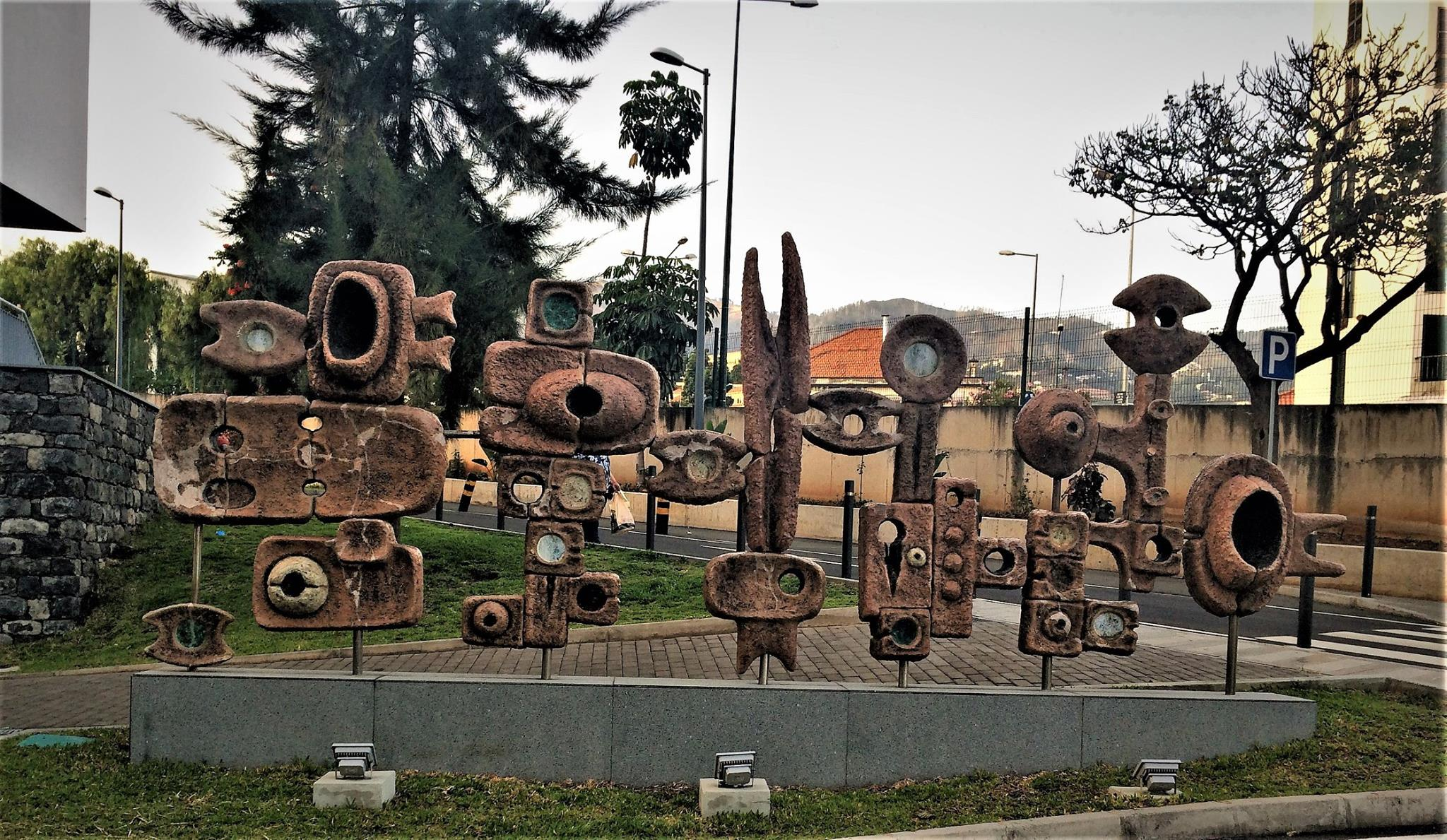
Grito de dor, grito de alegria, Hospital Doutor Nélio Mendonça, Funchal, 1973

A obra de Madureira abrange escultura, pintura, cerâmica, tapeçaria e medalhística. Utilizou materiais como ferro, bronze, madeira, refratário, esmalte e porcelana. A sua prática artística caracterizava-se pela constante experimentação formal e técnica.

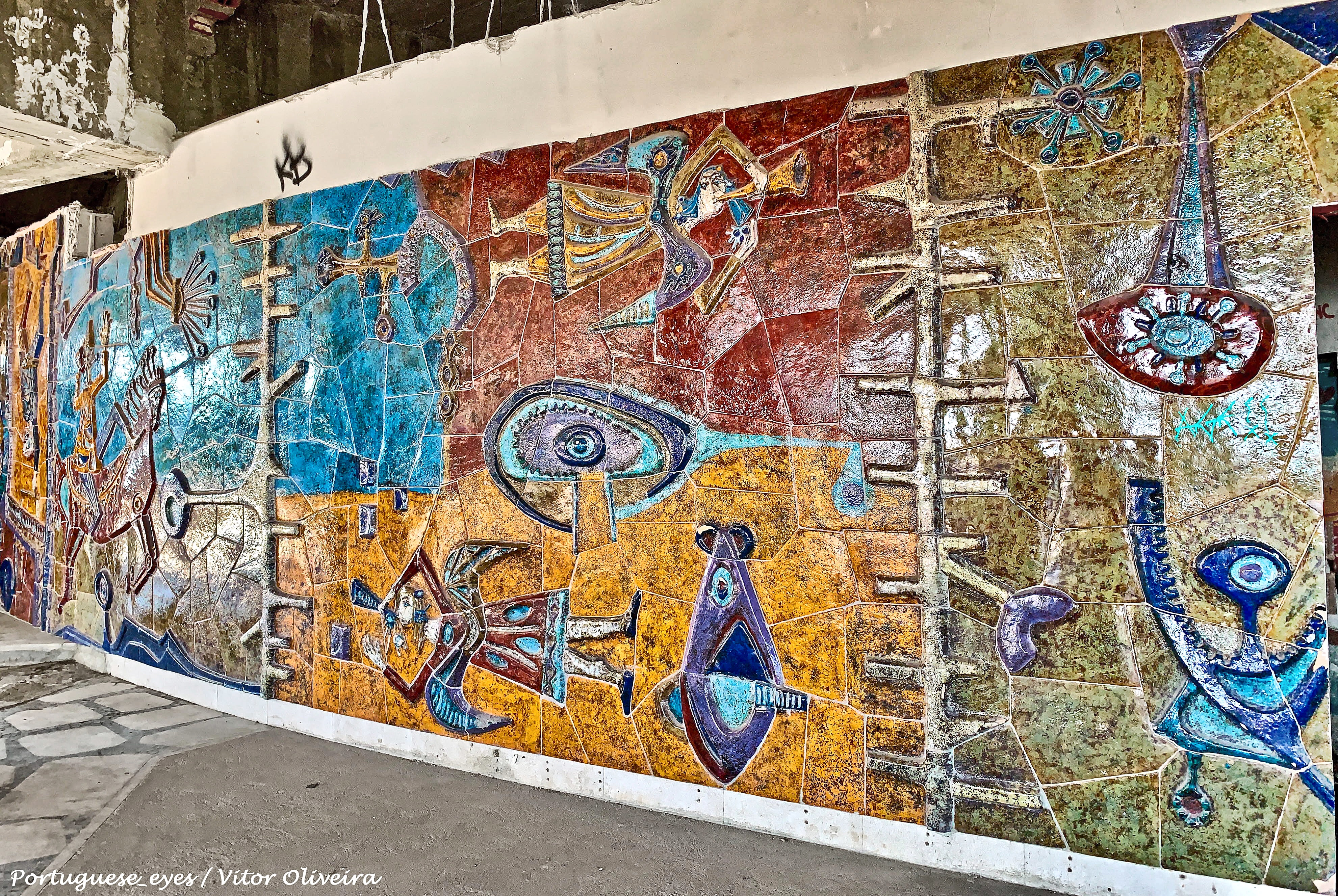
Figuras e cenas da cidade de Lisboa, Restaurante Panorâmico de Monsanto, Lisboa, 1965

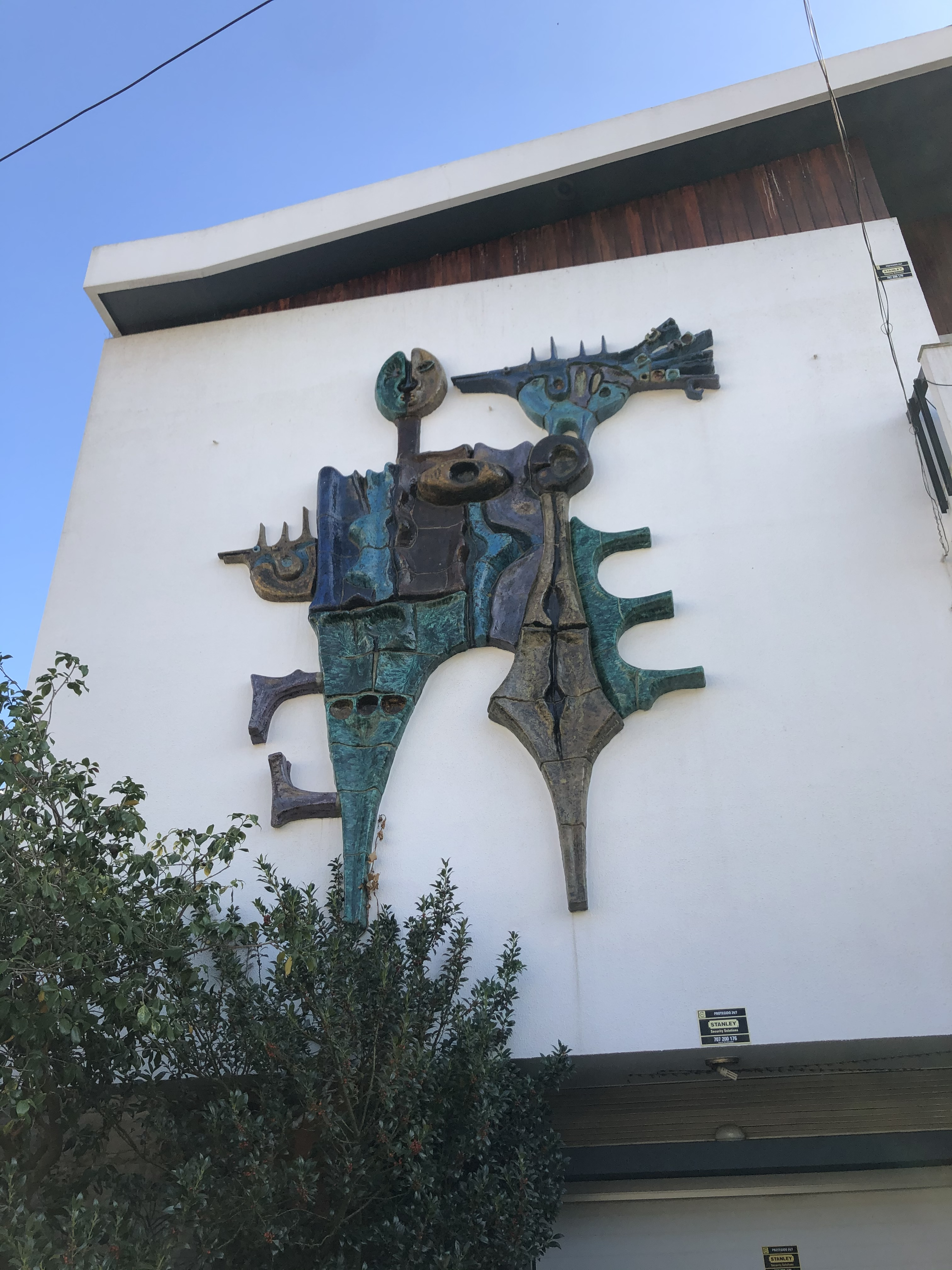
Sentimento Poético de Outros Seres, Rua Álvaro Esteves 5, Restelo, Lisboa, 1974

Destaca-se o painel cerâmico intitulado "O Sonho dos Argonautas", concebido em 1972 para a Escola Náutica Infante D. Henrique, em Lisboa. Medindo 7 x 3 metros, a peça celebra os navegadores formados pela escola desde 1924.

## Medalhística
Foi presença regular em eventos internacionais de medalhística como a FIDEM (Fédération Internationale de la Médaille) e participou em várias edições da Bienal de Medalha Contemporânea do Seixal.
A sua produção neste campo foi reconhecida pela originalidade e pela aplicação de materiais e formas inovadoras, desafiando os limites tradicionais da medalha.

## Exposições
Participou em várias exposições individuais e coletivas, incluindo a IX Bienal Internacional de Arte de Vila Nova de Cerveira (1997).
A sua obra foi também exibida no Centro de Arte Moderna da Fundação Calouste Gulbenkian.

## Trabalhos públicos
Maria Manuela Madureira realizou diversas obras de arte pública em Portugal e no estrangeiro. Algumas das suas intervenções mais notáveis incluem:
- 1963 – Mistérios do fundo do mar, Hotel Estoril Sol
- 1963 – O Comércio Mercúrio e Indústria, Banco Nacional Ultramarino, Maputo, Moçambique
- 1964 – Painel cerâmico, Cervejaria Jansen, Lisboa
- 1965 – Figuras e cenas da cidade de Lisboa, Restaurante Panorâmico de Monsanto, Lisboa
- 1966 – Jogo entre Sereia e Peixes, Piscina dos Olivais, Lisboa
- 1966 – Conversas no bar, Hotel Júpiter, Praia da Rocha
- 1969 – O teatro e as máscaras, Teatro Maria Matos, Lisboa
- 1970 – Conversa sobre exames num intervalo, Instituto Superior Técnico
- 1970 – No caminho da justiça está a vida, Palácio da Justiça de Lisboa
- 1972 – O sonho dos argonautas, Escola Náutica Infante D. Henrique, Paço de Arcos
- 1973 – Grito de dor, grito de alegria, Hospital do Funchal
- 1973 – Justiça e paz num mundo incandescente a pedido da mulher, Tribunal de Marco de Canaveses
- 1974 – Sentimento Poético de Outros Seres, moradia no Restelo
- 1975 – Para além de Saturno, Universidade de Coimbra
- 1981 – Banco dos suplentes, Escola Secundária de Tavira
- 1982 – Revestimento escultórico, Hotel Atlantis, Vilamoura
- 1983 – Mastodonte, Instituto do Emprego e Formação Profissional, Portalegre
- 1991 – Homenagem ao sol, Santarém
- 1992 – Eco da pedra, jardim da GNR, Caldas da Rainha
- 2001 – Voz da Mulher, Cantanhede

## Prémios e distinções
Ao longo da sua carreira, Maria Manuela Madureira foi distinguida com diversos prémios e menções honrosas, destacando-se:
- 1960 – Prémio Nacional de Cerâmica
- 1961 – Prémio Sebastião de Almeida pela obra Gato Diabólico
- 2003 – Prémio Arte Erótica no Auditório Municipal de Gondomar
- 2004 – Prémio de Artes Plásticas-Baviera Séc. XXI, Vila Nova de Cerveira
- 2005 – Prémio Vespeira na Bienal do Montijo
- 2005 – Prémio Sociedade Nacional de Belas-Artes pela medalha La vision partiale
- 2005 – Primeiro Prémio na III Bienal Internacional de Medalha Contemporânea Dorita Castel-Branco, Sintra
- 2008 – 3º Prémio de Pintura Ariane Rothschild, Lisboa
- 2009 – Duas Menções Honrosas no concurso "A Arte nas Terras Raianas – Prémios Saluquia às Artes", promovido pela Câmara Municipal de Moura
- 2010 – Prémio Sociedade Nacional de Belas-Artes na 6ª Bienal Internacional de Medalha Contemporânea do Seixal
- 2010 – Prémio Amadeo de Souza-Cardoso, Amarante

## Legado
Maria Manuela Madureira é considerada uma figura incontornável da cerâmica contemporânea portuguesa. Em 2023, foi homenageada com a exposição póstuma "A Manifestação da Essência", no Centro Internacional de Medalha Contemporânea, no Seixal.
As suas obras continuam a ser leiloadas em prestigiadas casas portuguesas como Tagus Art e Palácio do Correio Velho.